# 贡川站
贡川站位于福建省三明市永安市贡川镇，是鹰厦铁路上的车站，距鹰潭站392公里，距厦门站302公里，建于1956年。车站由南昌局集团永安车务段管辖，现为五等站，不办理客货运业务。